# Austromegabalanus psittacus
O Austromegabalanus psittacus ou picoroco é um crustáceo marinho comestível, que habita as costas do Chile.
Apesar de ser semelhante a um molusco, por possuir e estar protegido por uma estrutura similar a uma espécie de concha, é, na realidade, um crustáceo da subclasse Cirripedia.
A estrutura que o protege consiste em placas que, na fase adulta, formam uma estrutura cilíndrica. Na fase larval, vive livre, e quando adulto, vive aderido as rochas, onde se alimenta de partículas de alimento através da filtração da água.
A denominação "picoroco" é usada para se referir a outras espécies similares da costa do Chile. Seu parente ibérico é o percebe (Pollicipes pollicipes).